# يوسف الشريف (لاعب كرة قدم)
يوسف جمال أحمد الشريف، لاعب كرة قدم سعودي يلعب حالياً في نادي القلعة.

## مسيرة اللاعب
مثل نادي الاتفاق في الفئات السنية ولعب بعدها في نادي الجيل ونادي النجوم ونادي النجمة ونادي الذهب ونادي القلعة.